# Ernst Laufer
Ernst Laufer (* 31. Juli 1850 in Eisenach; † 18. Februar 1893 in Jena) war ein deutscher Geologe.

## Leben
Laufer, Sohn des Hoftünchermeisters in Eisenach, interessierte sich schon als Jugendlicher für Naturforschung (besonders Geologie und Botanik), angeregt durch seinen Lehrer Ferdinand Senft. Er studierte Naturwissenschaften, besonders Chemie, Mineralogie und Geologie, an der Universität Jena, wo er Assistent im Labor des Chemikers Johann Georg Anton Geuther war und beim Geologen Ernst Erhard Schmid. 1873 wurde er in Chemie promoviert (Über die Einwirkung von alkoholfreiem Natriumäthylat und essigsauren Salzen auf Epichlorhydrin). 1874 gewann er eine Preisaufgabe mit einem Aufsatz über die Quarzporphyre in der Umgebung von Ilmenau. Ende 1873 wurde er Mitglied der Preußischen Geologischen Landesanstalt (PGLA) und kartierte zunächst im norddeutschen Flachland unter Leitung von Gottlieb Berendt. 1879 wurde er vom Hilfsgeologen zum Assistenten befördert und 1886 Landesgeologe (gleichzeitig mit seinem Kollegen Felix Wahnschaffe). 1884 erkrankte er an einer Gehirnerkrankung, von der er sich scheinbar erholte, dann aber erlitt er 1887 einen Rückfall und musste 1890 pensioniert werden.
1877 wurde er korrespondierendes Mitglied der Großherzoglich Sächsischen Gesellschaft für Mineralogie, Geologie und Petrefactologie in Jena.

## Werk
Er befasste sich vor allem mit Quartärgeologie und Bodenkunde. Beispielsweise erstellte er Bodenkarten vom Babelsberg und den Weinbergen von Werder (Havel). Er war bei der PGLA in der Gruppe der ersten Geologen, die im norddeutschen Flachland kartierten, wozu auch agronomisch-bodenkundliche Aufnahmen gemacht wurden und neue Labormethoden (auch chemischer Art) entwickelt werden mussten. Er fand auch (wie schon zuvor Otto Martin Torell in den Kreidegruben von Rüdersdorf bei Berlin und diesen bestätigend) Hinweise auf Glazial-Bildungen in der Umgebung von Berlin. Einmal waren das Aufwölbungen (Taschenboden bzw. Brodelboden) in den Tongruben von Glindow und Petzow, zum anderen Gletscherschrammen in Septarien des Septarientons bei Hermsdorf (bei Ruhland), der dort unmittelbar unter Geschiebemergel ansteht.

## Schriften
- Die Werderschen Weinberge; eine Studie zur Kenntniss des märkischen Bodens, Abhandlungen zur geologischen Specialkarte von Preussen und den Thüringischen Staaten. Band 5, Heft 3, 1884 (110 Seiten)
- Der Babelsberg. In: Jahrbuch Preuß. Geolog. Landesanstalt für 1880. Berlin 1881, S. 294–334
- mit Felix Wahnschaffe: Untersuchung des Bodens in der Umgebung von Berlin. In: Mitteilungen aus dem Laboratorium für Bodenkunde der Königlich Preußischen Geologischen Landesanstalt, Abhandlungen zur geolog. Spezialkarte von Preußen. Band 3, Heft 2, 1881
- Die Lagerungsverhältnisse des Diluvialthonmergels von Werder und Lehnin. In: Jahrbuch der Königlich Preussischen geologischen Landesanstalt und Bergakademie für 1881. Berlin 1882, S. 501–522
- Ueber das Auftreten von Gletscherschliffen und Schrammen an oligocänen Septarien von Hermsdorf bei Berlin. In: Neues Jahrbuch für Mineralogie, Geognosie, Geologie und Petrefactenkunde. 1881, Band 1, S. 1–2
- Aufschlüsse im Diluvium der Provinz Brandenburg. In: Zeitschrift der Deutschen Geologischen Gesellschaft. Band 34, 1882, S. 202–204
- Das Diluvium im nordöstlichen Teil der Provinz Hannover. In: Jahrbuch Preuß. Geolog. Landesanstalt für 1883. Berlin 1884, S. 310–328
- Ueber die Lagerung, petrographische Beschaffenheit und Gewinnung des unteren Diluvialmergels in Hannover. In: Jahrbuch der Königlich Preussischen geologischen Landesanstalt und Bergakademie. 1883, S. 594–597

Er verfasste die geologischen Karten 1:25.000 von Königs Wusterhausen, Friedersdorf, Bernau bei Berlin und Grüntal (Sydower Fließ) und mit Berendt die von Potsdam, Fahrland, Oranienburg, Hennigsdorf, Großbeeren, mit Berendt und Dulk die von Werder (Havel), mit Konrad Keilhack die von Wandlitz, Schönerlinde, Klein-Mutz, Nassenheide, Lehnin, mit Berendt und Scholz von Zehdenick und Liebenwalde, und mit Louis Beushausen von Groß Kreutz (Havel) und Groß-Wusterwitz.